# 偶然性和必然性
《偶然性和必然性：略论现代生物学的自然哲学》（法語：Le Hasard et la Nécessité: Essai sur la philosophie naturelle de la biologie moderne）是法国分子生物学家雅克·莫诺于1970年出版的一部自然哲学论著。莫诺因為乳糖操纵子学说获得1965年诺贝尔生理学或医学奖，之后作过多次报告，探讨生命本质、意识的进化、社会伦理问题，本书即是他哲学思考的结晶。1971年，该书出版了一个通俗版，出版商加了一个标题：“获得诺贝尔奖金的生物学家提出的一个无因果关系的宇宙哲学”。莫诺在书中提出，客观世界受到“纯粹偶然性”的支配，“只有偶然性才是生物界中每一次革新和所有创造的唯一源泉”。书中还激烈抨击了马克思主义哲学，认为辩证唯物主义只是万物有灵论的一个变种。
《偶然性和必然性》出版后，在知识界引发了很大的反响和争议。一些哲学家觉得莫诺跨越了自己学科的边际，撰文反驳。生物学界内一个著名的反对者是克里斯汀·德·迪夫，他的《生机勃勃的尘埃——地球生命的起源和进化》一书即是以莫诺为论战对象。他认为“原始代谢与现代代谢之间必然是调和的”，“生命是决定性力量的产物”。在他看来，机遇只是在限制条件下才发挥了作用。

## 概要
莫诺指出，人工客体与天然客体的区分对于人类来说是明晰的。然而仔细分析之后则可以发现判断的标准既不直接也不客观。人工客体所以被制造出来，是有特定的目的，而自然客体的形成则全赖自然力的作用，并没有任何计划、目的或设计的因素。因此，意识或目的，是区分这两种客体的特征，可是这个特征是否有客观的标准呢？如果计算机也能按照有特定标准的程序来验证，就不失为一个好方法。合适的标准有两个：规则性和重复性。第一个标准的一个例子，就是人工客体表现出简单的几何结构，而天然客体不会。而第二个标准更具决定性。相似的人工客体表明了反复出现的不变的目的，因而大量相似的客体将是一个意义重大的发现。
作者指出，定义简单的标准就是一般标准。而这些标准只用来鉴定宏观物体，因为在微观——也即原子和分子的水平上，意识和理性显然是不可能的，而只能表现化学定律。一些惊人复杂性的现象会导致这样一种假设：即这些现象是被一种理性来设计的。19世纪科学家詹姆斯·麦克斯韦将其归结为一种假象的妖魔，这个著名的思想实验看起来不能被操作的术语分析。书中举出里奥·布里渊根据齐拉特工作的例子，齐拉特认为妖魔发挥认识功能时会消耗能量。在作者看来，信息与负熵是等价的。酶在创建有序时，会以消耗化学势为代价，它只识别专门底物，而把细胞中的其他任何化合物排除。
在漫长的进化过程中，所有生物所表现出的目的性，是否能看做自然选择主持的一次抽签开奖，而盲目、随机的选出几个号码，这很能引发人们的疑问。作者在分析了证据之后，认为只有这种观点才符合事实。生物的“机械”特性，也即决定各种事物基本相互作用的特性，仍然是一个疑难。但是描绘生物学全景的这种困难，不能被作为反对一种理论和观察的论据。作者认为原则上讲，进化的基本机制已经了解，“DNA的复制不变性和生物目的性的统一的机制”能够保持物体稳定。生物系统的保守性决定了它抵制变革和进化，DNA像任何其他物质一样无法逃脱量子扰动的影响，这些突变是完全偶然的。因此，进化确实是一种绝对创造，历史并不是按照一种特定的蓝图展现出来的。
对于辩证唯物主义和历史唯物主义，作者做了全面的否定和抨击。他认为以往的观念认为是目的性决定不变性，活力论、万物有灵论就是这么产生的。辩证唯物主义将思维运动的辩证性向外投射到宇宙本身的运动规律上面，这样就形成了自然界向上运动的错觉，因而是“万物有灵论的翻版”。辩证唯物主义的反映论强调，自在之物的属性能够精确的为人所认知。他声称这种认识论已然破产，“需要一种批判的认识论”。恩格斯拒绝热力学第二定律，就因为它“危及人类以及人类的思维活动是宇宙演化的必然产物这一带有根本性的规律”。马克思主义把对历史的解释建立于自然界的“规律”之上，本身也带有万物有灵的色彩。
最早的生命系统的起源问题、最强烈的目的性系统——人的中枢神经系统内部如何工作的问题，是两个未知领域的边界。作者指出，人的进化是体质和观念的双重进化。过去几十万年中观念进化只是稍稍领先，因为大脑皮层还没有充分发展。是推动模仿能力和语言能力的选择压促成了它的高速发展。于是，观念进化的独立性越来越强，人类成为了一个强大的物种，因而第一阶段进化的选择压便放松了。于是，在动物界中只起微弱作用的内部的斗争，就起到越来越大的作用，尼安德特人的灭绝就是一个例子，而种族灭绝在历史上业已发生多次。人类的行为规定了选择压的方向。
作者认为，一旦自发行为变成文化行为，文化特征会影响基因的进化，最终文化进化会与基因进化彻底分离。现代社会，达尔文学说意义上的“自然选择”已不复存在。人类中的选择并不促使最适者获得遗传上的成功，比如统计学已经表明，智商与每对夫妇的子女平均数成反比，而夫妇的智商往往成正比。于是，优秀分子会越来越相对集中，但数量却日益减少。体质上、精神上不健全的人，除非情况十分严重，无法被自然选择淘汰，这种非选择状态对人类是一种极大的危险。只有审慎、严厉的选择，才是唯一的出路。莫诺眼中的理想世界图景奠基于“知识论理学”的基础之上，这个王国是“超越物质的观念的王国，知识王国和创造王国”。

## 延伸阅读
- （比）克里斯蒂安·德迪夫（Christian de Duve）著；王玉山等译. 生机勃勃的尘埃 地球生命的起源和进化. 上海市：上海科技教育出版社, 1999.
- （美）斯图亚特·考夫曼（Stuart Kauffman）著；李绍明，徐彬译. 宇宙为家. 长沙市：湖南科学技术出版社, 2003.
- 徐兰著. 我渴求理解 雅克·莫诺评传. 西安市：陕西科学技术出版社, 1992.06.